# Maccarese Sud
Maccarese Sud è stata la quarantaduesima zona di Roma nell'Agro romano, indicata con Z. XLII.
Fu istituita il 13 settembre 1961 con codice toponomastico 442. L'intero territorio fu assegnato al nuovo Comune di Fiumicino, costituito con legge regionale n. 25 del 6 marzo 1992, e la relativa toponomastica fu ufficialmente soppressa con delibera del commissario straordinario n° 1529 dell'8 settembre 1993. La nuova frazione di Fiumicino venne quindi ridenominata Maccarese.

## Confini sotto il comune di Roma
La zona confinava a nord con la zona Z. XLIII Maccarese Nord, a est con la zona Z. XXIV Castel di Guido, a sud con la zona Z. XLI Ponte Galeria, a sud-ovest con la zona Z. XXXVII Fiumicino e a ovest con la zona Z. XXXVIII Fregene.